# SLJ900
Das SLJ900/32 ist ein Spezialbaugerät zur Konstruktion von Brücken in Fertigteilbauweise der Beijing Wowjoint Machinery Company. Das 580-Tonnen-Gerät ist 91 Meter lang und 7 Meter breit. Das Gerät ist insbesondere für lange, hohe Talbrücken geeignet, bei denen die klassische Ortbetonbauweise enorme Kosten für Schalung und Rüstung verschlingen würde. Aufgrund des sehr hohen Gewichts des Gerätes und der verschiedenen Lastzustände des Gerätes beim Einbau, muss die Brücke massiver bemessen werden, als dies für die spätere Nutzung der Brücke nötig wäre.

## Einsatz und Konstruktionsweise
Im ersten Schritt werden die Brückenpfeiler incl. (ggf. provisorischer) Auflager hergestellt. Parallel dazu wird im Fertigeteilwerk der Brückenüberbau in Einzelteilen hergestellt. Entgegen der bislang üblichen Bauweise, bei der die Fertigteilelemente nur wenige Meter lang sind, werden die Fertigteile in voller Feld-Länge hergestellt, so dass sie nach Montage von einem Brückenpfeiler bis zum nächsten Brückenpfeiler reichen. Nach Aushärtung werden die Fertigteile vom SLJ900 zur Baustelle transportiert. Danach versetzt die Maschine das Fertigteil an die gewünschte Stelle. Die Arbeitsweise von SLJ900 ähnelt dabei einer Gleisbaumaschine. Das unten verlinkte Zeitraffer-Video dokumentiert den Einsatz des Gerätes für den Bau einer Segment-Eisenbahnbrücke zwischen den Städten Chongqing und Wanzhou in der Provinz Sichuan in Zentralchina.
Nach dem Versetzen der Fertigteile sind noch weitere Arbeiten nötig, bevor die Brücke dem Verkehr übergeben werden kann. Neben dem Einbau von Fahrbahnübergängen zwischen den einzelnen Fertigteilen müssen die Fertigteile kraftschlüssig gesichert werden. Weiterhin muss z. B. noch der Oberbau aufgebracht werden und Geländer / Schutzplanken montiert werden.
Das SLJ900/32 fährt auf 64 Rädern, die in vier Gruppen zu 16 Rädern angeordnet sind. Jede Einheit kann 90 Grad schwenken, so dass das ganze Gerät auch seitwärts fahren kann.